# Galenskaparna och After Shave
Galenskaparna och After Shave är samlingsnamnet för humorgruppen Galenskaparna från Trollhättan och barbershopgruppen After Shave från Göteborg. De har sedan 1982 samarbetat och mestadels uppträtt som en grupp. Ensemblen har tillsammans genom åren producerat bland annat 28 scenproduktioner i form av revyer, krogshower och turnéer, samt fem tv-serier, åtta filmer och över 30 musikalbum.
Gruppen är Sveriges kanske mest framgångsrika humorensemble genom tiderna, och den enda i Sverige som sysslar med revymusikaler inom humorgenren. Den står bakom några av Sveriges största tv-, film-, låt- och revysuccéer någonsin, som TV-serien Macken, filmen Hajen som visste för mycket och revyn Stinsen brinner.
De har också fått ett antal hitlåtar genom åren som blivit kända även utanför deras produktioner, några exempel är: "Macken", "Bara sport", "Husvagn", "Pappa, jag vill ha en italienare", "Gôtt å leva" och "Grisen i säcken".
Några av deras rollfigurer har blivit en del av populärkulturen, som Roy och Roger från TV-serien Macken, Allan Preussen och Farbror Frej från En himla många program och bossakungen Astor Qvarts från Grisen i säcken.
Mellan åren 2000 och 2010 fanns också GAS-klubben, som startades av två hängivna fans och var den officiella fanklubben.
Sedan 2019 finns även en podcast om gruppen, En himla många produktioner, som varje avsnitt tar upp en produktion eller medlem och diskuterar runt ämnet.
I mars 2023 meddelade Claes Eriksson att gruppen sannolikt gjort sin sista föreställning. Orsaken var att flera av gängets medlemmar inte längre ville uppträda. Jan Rippe, Claes Eriksson och Per Fritzell kommer däremot fortsätta att uppträda men under annat namn.

## Medlemmar och historia

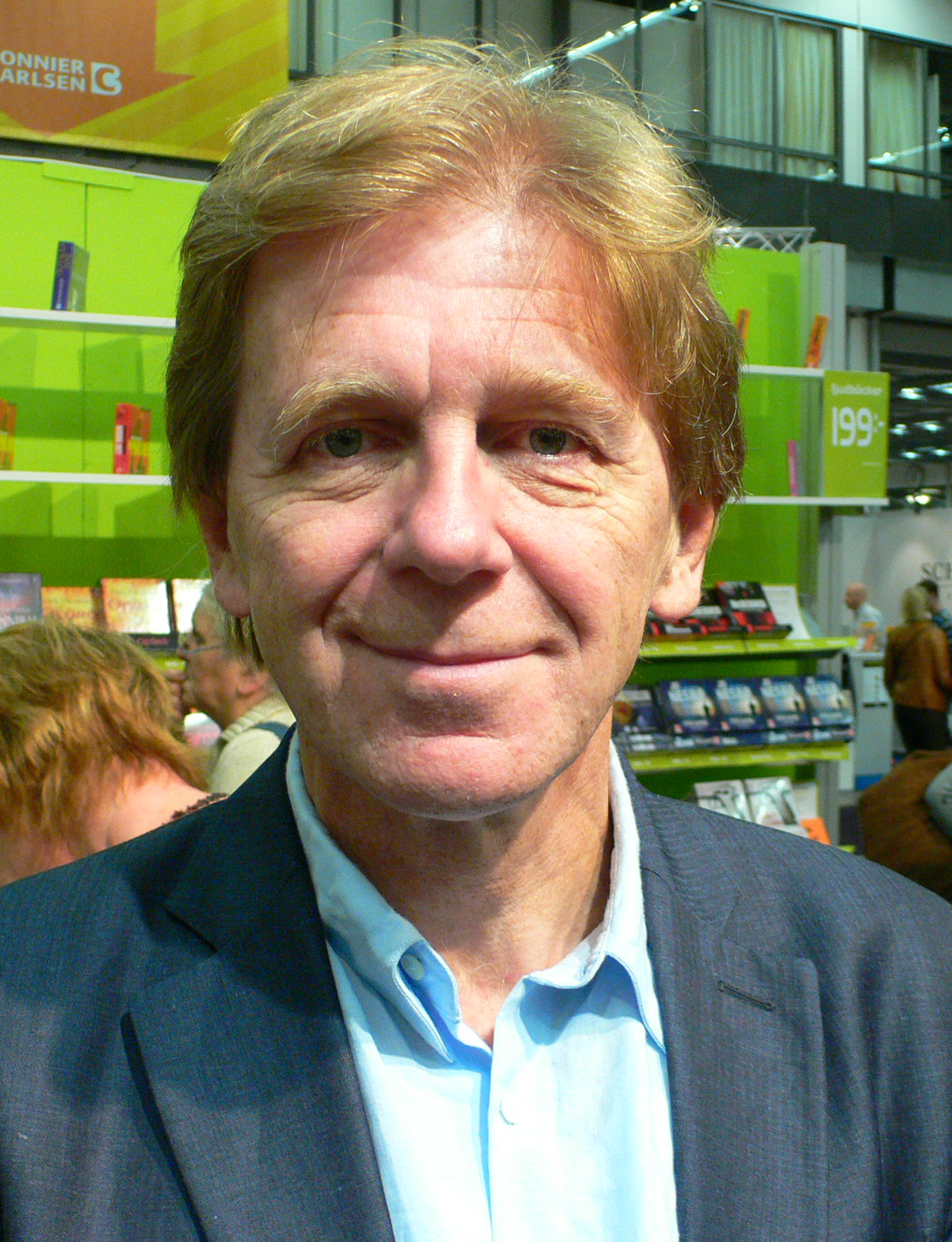
Claes Eriksson är en av medlemmarna i Galenskaparna och After Shave.

Galenskaparna och After Shave, som sedermera blev en grupp, var alltså ursprungligen två grupper:
Galenskaparna, som bildades 1978, består av Anders Eriksson, Claes Eriksson och Kerstin Granlund. Galenskaparna brukar oftast stå mer för teaterdelen, och Claes betraktas allmänt som båda gruppernas drivande kraft; det är han som författar de flesta manusen, skriver det mesta av den egenproducerade musiken och regisserar filmerna.
After Shave är en barbershopkvartett som bildades 1979, och består av Jan Rippe (bas), Knut Agnred (solo/tenor) och Per Fritzell (tenor). Peter Rangmar (baryton) var den fjärde medlemmen, men han avled våren 1997 i hudcancer. After Shave står ofta för den mer musikaliska delen av gruppens verk. After Shave och Anders Eriksson har uppträtt med sång och musik på olika galor, bland annat Fotbollsgalan och Svenska Idrottsgalan.
År 1982 inledde grupperna sitt samarbete då Claes Eriksson från Galenskaparna ville få in mer musikaliska inslag i uppsättningarna och föreslog att de skulle börja jobba ihop. Brodern Anders hade känt delar av gruppen sedan tidigare från Chalmers och kände till deras proffsiga sång och uppträdanden, och att de ofta lekte med humor i sina musikuppträdanden. Man satte upp den gemensamma revyn Skruven är lös (1982), som blev en stor framgång i Göteborg och som senare följdes av Träsmak (1983) och Cyklar (1985), som även dessa blev stora framgångar; särskilt när dessa föreställningar senare under året även sändes i TV. Man blev därefter mer eller mindre en grupp, Galenskaparna och After Shave. Gruppen blev sedan rikskänd genom TV-serien Macken (1986) som har fått kultstatus. Deras mest populära produktioner utöver detta brukar ofta sägas vara revyn Grisen i säcken och filmen Stinsen brinner. Nästan alla deras revyer och föreställningar har blivit utsålda och många av deras rollfigurer från de olika produktionerna har med sina skämt och kroppsspråk blivit folkkära.
Galenskaparna och After Shave var, till för bara några år sedan, i högsta grad aktiva. År 2006 kom filmen Den enskilde medborgaren som skildrade girigheten hos bolagsdirektörer och "bonussystemen" inom stora företag, och som medvetet hade stora paralleller till den då i media uppmärksammade Skandiaaffären. Åren 2007–2009 spelade och turnerade After Shave och Anders Eriksson med sin krogshow Cabaret Cartwright, samtidigt som Claes Eriksson hade uppsättningar med sin solo-föreställning C Eriksson Solo. Cabaret Cartwright blev Guldmasken-nominerad för Bästa Show och Claes Eriksson blev Guldmasken-nominerad för Bästa Manliga Huvudroll I Talpjäs för sin föreställning.
I september 2010 gjorde Galenskaparna och After Shave comeback som gemensam grupp med föreställningen Hagmans Konditori.
Utöver kärntruppen fanns bakom kulisserna några ständigt närvarande medarbetare. Två exempel är scenografen Rolf Allan Håkanson, som var med från starten 1982 och fram till sin hastiga död i januari 2020 och som även var en av delägarna i deras gemensamma produktionsbolag Kulturtuben, och koreografen Lisa Alvgrim, som medverkat som kulturminister i filmen Monopol (1997) och som vann Guldmasken för bästa koreografi till gruppens uppsättning Lyckad nedfrysning av herr Moro (1994).
Galenskaparna och After Shaves sista stora produktion tillsammans var Macken 30 år - TV-serien på scen (2016).

## Produktioner
- Skruven är lös (1982)
- Jonssons onsdag (1983)
- Träsmak (1983)
- Cyklar (1985)
- Macken (1986)
- The Castle Tour (1986)
- Stinsen brinner (1987)
- Leif (1987)
- En himla många program (1989)
- Hajen som visste för mycket (1989)
- Macken – Roy’s & Roger’s Bilservice (1990)
- Stinsen brinner... filmen alltså  (1991)
- Grisen i säcken (1991)
- Tornado (1993)
- Resan som blev av (1994)
- Lyckad nedfrysning av herr Moro (1994)
- Sven Uslings Trio (1995)
- Monopol (1996)
- Åke från Åstol (scenuppsättning, 1996)
- Alla ska bada (1997)
- Åke från Åstol (kortfilmen, 1998)
- Gladpack (2000)
- Allt Möjligt (2000)
- Jul jul jul (2000)
- Kasinofeber (2002)
- Falkes Fondue (2004)
- Den enskilde medborgaren (2006)
- Cabaret Cartwright (2007)
- C Eriksson Solo (2007)
- Gubbröra och pyttipanna (2010)
- C Eriksson MAX (2010)
- Hagmans Konditori (2010)
- 30-årsfesten (2012)
- Spargrisarna kan rädda världen (2015)
- Macken 30 år, TV-serien på scen (2016)
- Vardagsmat (2019)
- Fredagsmys, eller ska vi ha chips (2019)
- Gott & Blandat (2021)

## En som heter Okvin
"Okvin" är en pseudonym för Galenskaparna och After Shave.
De flesta av Galenskaparna och After Shaves film- och tv-produktioner är skrivna och regisserade av Claes Eriksson, men i scenproduktionerna när hela ensemblen är kollektiv regissör kallar de sig för "En som heter Okvin".
År 1993 gick Guldmasken för bästa regi till Okvin och Grisen i säcken.
I samband med revyerna Skruven är lös, Träsmak och Cyklar förekommer ett huvud, tecknat av Rolf Allan Håkanson. Huvudet förekommer på bland annat programblad och affischer. Mannen som huvudet tillhör kallas Okvin.

## Den ofattbara orkestern
Den ofattbara orkestern är namnet på den orkester som spelat i alla Galenskaparnas och After Shaves produktioner. Orkestern har varit med sedan starten 1982. Charles Falk var kapellmästare från 1983 till 1997 då Anders Ekdahl tog över. Musikerna har varierat genom åren, men "stommen" i orkestern är Anders Ekdahl (kapellmästare), Lars "Lim" Moberg (gitarr), Jan Gunéer (bas), Jan Corneliuson (piano) och Måns Abrahamsson (trummor).

## Ersättare
Genom åren har man varit tvungen att ställa in vissa föreställningar, exempelvis när en av skådespelarna tappat rösten, eller som i Alla ska bada då strömmen gick efter halva föreställningen.
- Jahn Teigen ersatte Knut Agnred i Stinsen brinner på Stora teatern i Stockholm då denne drabbats av blindtarmsinflammation. Teigen hade två dagar på sig att lära sig hela revyn – han spelade sammanlagt 30 föreställningar som rollfiguren Sören.

- När Lyckad nedfrysning av herr Moro flyttades till Stockholm slet Knut av en hälsena och var tvungen att gå på kryckor. Då ersattes han av Håkan Johannesson som tidigare varit med i filmerna Hajen som visste för mycket och Macken – Roy's & Roger's Bilservice. Johannesson hade tre veckor på sig att lära sig hela manuset och ett avancerat steppnummer som After Shave och Anders Eriksson annars gjorde. Knut Agnred var dock med i en liten roll, Floyd – mannen som lever före sin tid, och sjöng låten Före min tid. Men biten när han går uppför en blinkande trappa fick Håkan Johannesson ta hand om, så i Stockholm fanns det med två Floyd på scenen.

- Thomas Hedengran hoppade in i ensemblen när Alla ska bada skulle spelas hösten 1997 då Peter Rangmar avled strax före premiären. Gruppen funderade då starkt på att lägga av, men man valde att fortsätta för att hedra Peter Rangmar, och att genomföra den repeterade föreställningen, som också tillägnades honom. Claes Eriksson skrev emellertid om manuset och omfördelade rollerna bland gruppens medlemmar, så att Hedengran fick sitt eget och inte det manus och de exakta roller som ursprungligen varit menat för Rangmar. Hedengran har senare också haft mindre roller i filmerna Åke från Åstol och Den enskilde medborgaren.

- Dan Ekborg hade tidigare medverkat i en liten roll i deras film Monopol. När Kasinofeber skulle flyttas till Stockholm kunde Knut Agnred inte vara med och Ekborg ställde upp. I extramaterialet på DVD:n Kasinofeber berättar Agnred att Ekborg som ersättare var bra då man sparade lite pengar på det. Han behövde nämligen inte ha en sådan peruk som Agnred bar då han "redan såg ut sån i huvudet". Dan är också med i en större roll i Den enskilde medborgaren då han spelar juristen Tobias.

- På senare år har man roat sig med att agera ersättare för varandra. Som i 30 -årsfesten då både Knut och Per var sjuka i omgångar delade övriga i ensemblen på samtliga roller. Vid ett tillfälle var både Per och Knut sjuka och föreställningen gjordes på tre personer. Under turnén med Det mesta av det bästa hoppade Claes in i Knuts ställe men då med mest även ersatt material. I Spargrisarna kan rädda världen har Per Fritzell (annars tjänstledig) övat in Knut Agnreds roller för att avlasta arbetsbördan då och då.

- I Macken 30 år, tv-serien på scen träder Lasse Beischer från 1 2 3 Schtunk in i bortgångne Peter Rangmars roller, och den GAS-erfarna Charlott Strandberg ersätter Kerstin Granlund som valt att kliva av sceniska uppdrag. I januari 2017 blev Charlott själv ersatt av Jill Ung i vissa roller, då hon brutit benet.

## Kulturtuben och Lorensbergsteatern

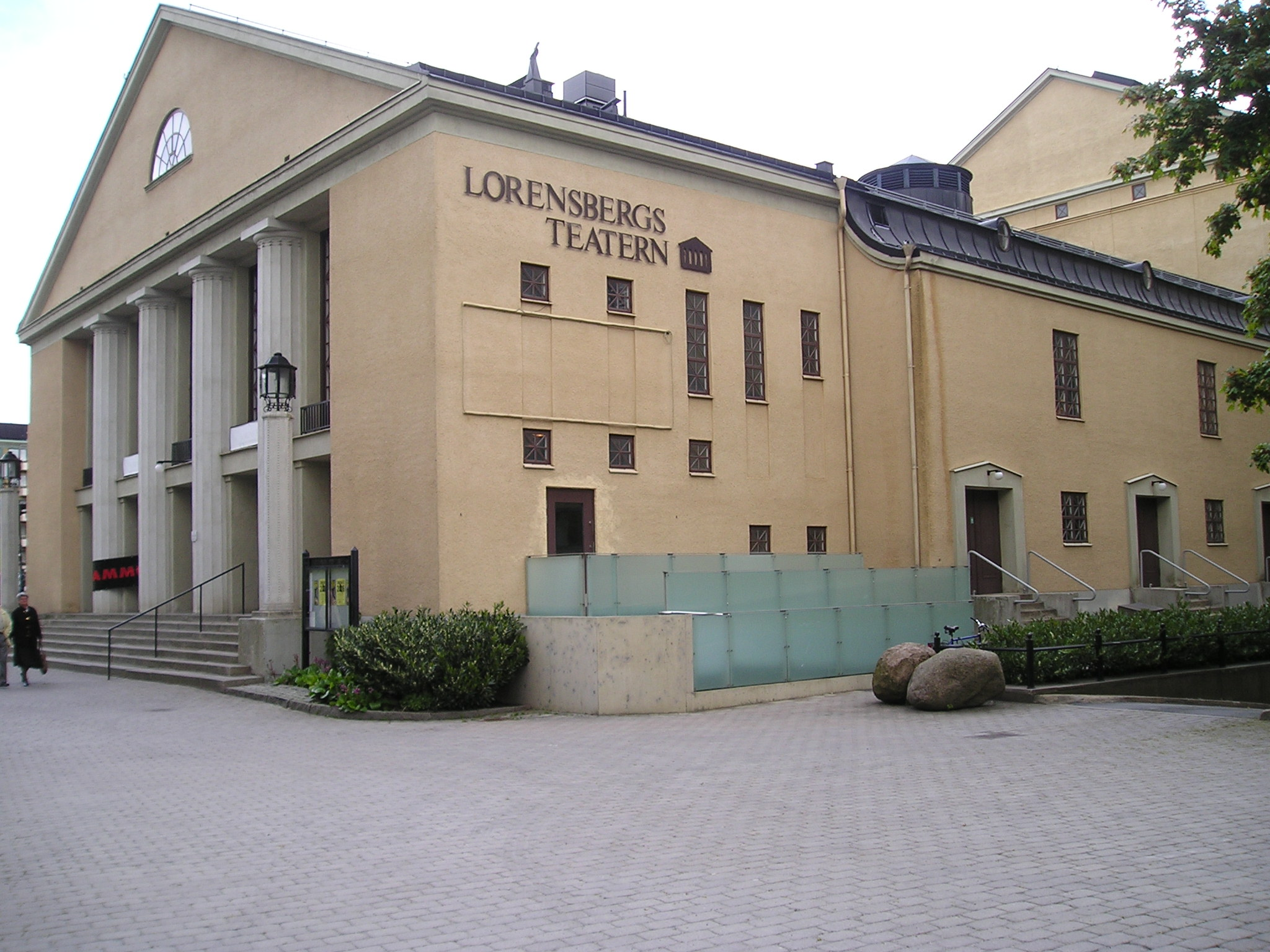
Entrén till Lorensbergsteatern.

Kulturtuben är det kommanditbolag som är Galenskaparna och After Shaves ekonomiska säte inom deras teatervärld. Det bildades 1985 i samband med revyn Cyklar, och drivs av elva delägare. Bolaget hyrde sedan 1987 fram till 2024 Lorensbergsteatern av Göteborgs stad. I teaterns kiosk såldes diverse saker med Galenskaparna och After Shave, till exempel filmer, cd-skivor, böcker med mera.

## Konstnärliga drag
Galenskaparna och After Shave kombinerar den akademiska spexhumor som gjordes populär av Hasse och Tage, blandat med göteborgshumor och västgötaklimax och har på så sätt blivit populära hos svenska folket. Den fysiska komiken har Claes Eriksson hävdat kommer från bland annat Charlie Chaplins och Buster Keatons filmer.
Samhällssatiren är ständigt närvarande och företräder ofta socialistisk grundsyn med olika former av vänsteråsikter, och även synliggörandet av familjekonservatism. Vanliga teman i En himla många program är till exempel sympati för landsbygdens problem och en kritik mot den ökande kommersialismen i samhället (som TV-reklam), kritik mot EU (som en kontrollerande makt- och statsapparat) och glesbygdsavfolkning. Revyn Grisen i säcken ägnades till stor del åt att häckla Ny demokratis populism och Kasinofeber handlade om en kritik mot ökade inslag av marknadsekonomi i samhället. Filmen Monopol innehåller kritik mot kapitalism, reklam-TV (i form av TV3) och "nöjesindustrin", och filmen Den enskilde medborgaren driver med och kritiserar de giriga och själviska direktörer i Skandia som var delaktiga i Skandiaskandalen.
Både revyn Kasinofeber och en sketch ifrån Gladpack behandlar ett av de ämnen som Claes Eriksson brinner mest för politiskt – privatiseringen av sjukvården i samhället.
Samtliga av medlemmarna i Galenskaparna och After Shave är mer eller mindre självlärda när det gäller skådespeleri, regi, manusskrivande och liknande.

## Produktioner

### Revyer, musikaler

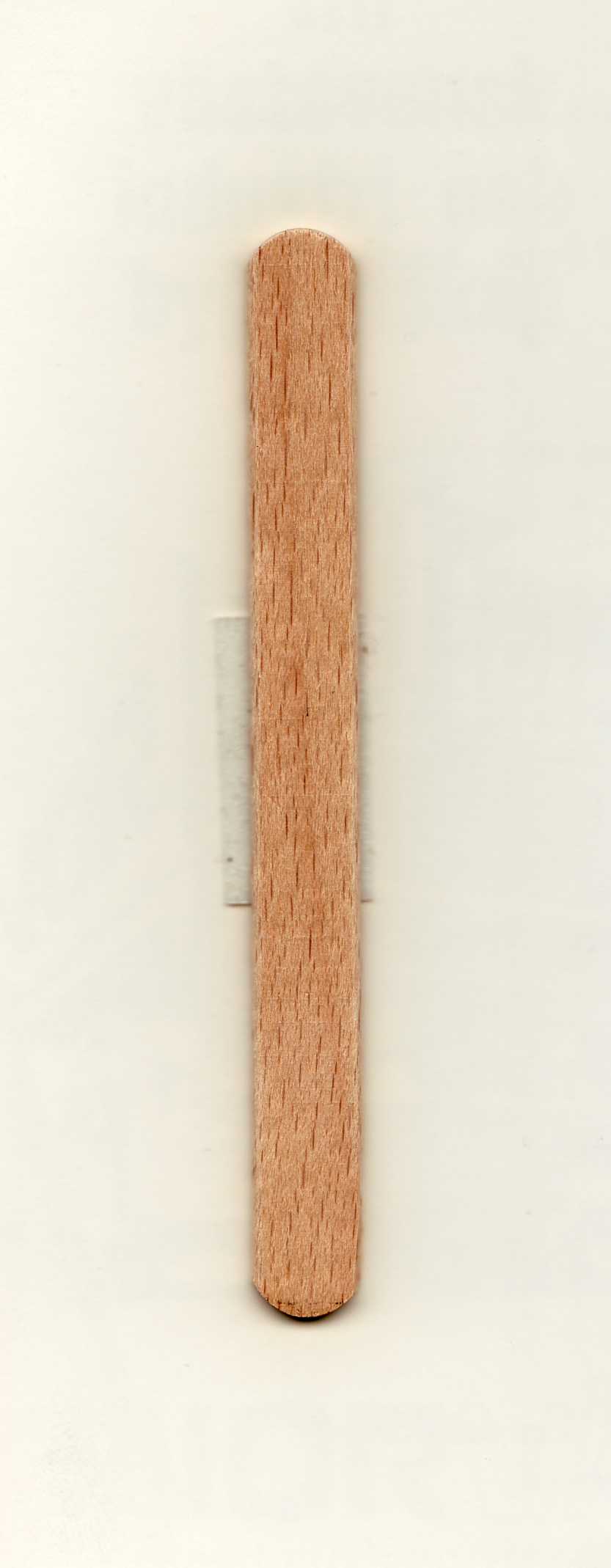
Innehållet på sid 11 i teaterprogrammet för ensemblens andra revy ihop – Träsmak från 1983. Jo, det är en inklistrad glasspinne…

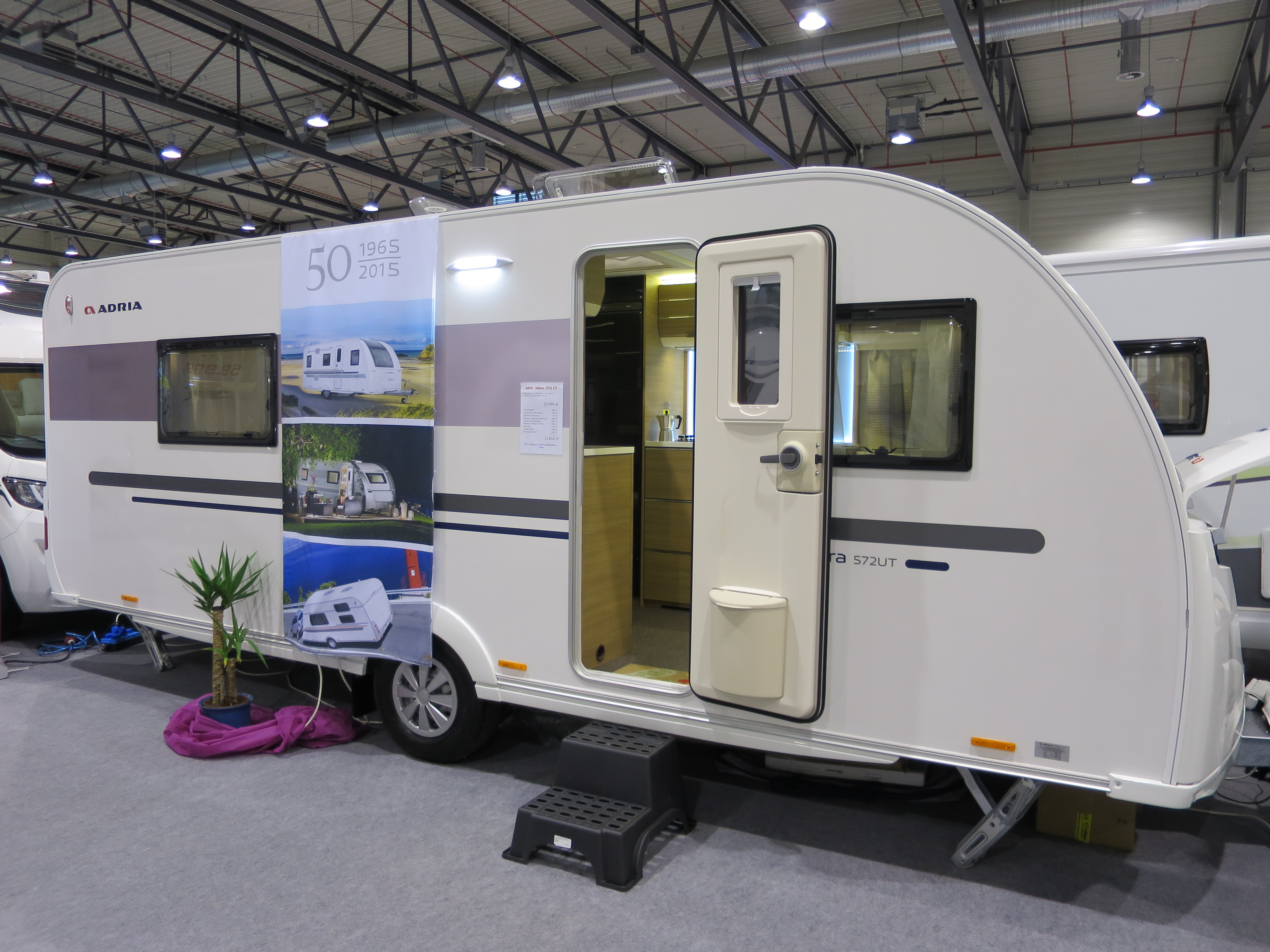
En populär sång handlar om att ha husvagn

- 1982 Skruven är lös – spelades på Stenhammarsalen i Göteborg med gästspel på Södran i Stockholm.
- 1983 Träsmak – premiär på Stenhammarsalen, filminspelad på Restaurang Cabaret i Stockholm.
- 1985 Cyklar – premiär i Lisebergsteatern i Göteborg, filminspelad på Intiman i Stockholm. Den 3:e revyn i De tre Okvinrevyerna.
- 1987 Stinsen brinner – premiär på- och filminspelad på Lorensbergsteatern 1988. Gästspel på Stora Teatern i Sthlm. DVD släppt 2007.
- 1991 Grisen i säcken – premiär på- och filminspelad på Lorensbergsteatern. Gästspel på Stora Teatern, Stockholm.
- 1992 Skruven är lös (10-årsjubileum) – spelad på och filminspelad på Lorensbergsteatern.
- 1994 Lyckad nedfrysning av herr Moro – premiär på- och filminspelad på Lorensbergsteatern. Gästspel på Stora Teatern, Stockholm.
- 1996 Kanske Rödluvan – musikalisk saga, premiär på Göteborgs konserthus.
- 1997 Alla ska bada – premiär på- och filminspelad på Lorensbergsteatern. Gästspel på Göta Lejon, Stockholm.
- 2000 Allt Möjligt – premiär på Lorensbergsteatern, gästspel på Chinateatern i Stockholm 2001.
- 2000 Jul Jul Jul – premiär på Lorensbergsteatern, gästspel på Chinateatern. Filminspelad på båda teatrarna.
- 2002 Kasinofeber (20-årsjubileum) – premiär på- och filminspelad på Lorensbergsteatern. Gästspel på Cirkus i Stockholm.
- 2007 C Eriksson Solo (25-årsjubileum) – premiär på- och filminspelad på Lorensbergsteatern. Gästspel på Maximteatern 2008.
- 2010 C Eriksson MAX – urpremiär på Lorensbergsteatern 15 mars.[2]
- 2010 Hagmans Konditori – urpremiär på Lorensbergsteatern 20 september.[2]
- 2012 30-årsfesten – premiär på Lorensbergsteatern 11 september, spelas fram till och med den 15 december och visas även våren 2013[3]
- 2015 Spargrisarna kan rädda världen – premiär på Lorensbergsteatern den 26 september.
- 2016 Macken 30 år, TV-serien på scen – premiär på Lorensbergsteatern den 27 oktober
- 2017 Macken 30 år, TV-serien på scen
- 2018 Macken 30 år, TV-serien på scen - spelas i Göteborg: 18 januari-17 mars 2018 och på Cirkus Stockholm: 11 april-12 maj 2018
- 2019 - Vardagsmat - Claes Eriksson soloshow, urpremiär 7 oktober
- 2019 - Fredagsmys, eller ska vi ha chips - Per Fritzell soloshow, september 2019
- 2021 - Gott & Blandat - En föreställning med Per Fritzell och Jan Rippe, urpremiär september 2021

### Krogshower och shower
- 1987 Kabaré Kumlin – en show med After Shave och Anders Eriksson på restaurang Trädgårn i Göteborg.
- 1996 Kajskjul 8 – show på Kajskjul 8 i Göteborgs hamn av After Shave och Anders Eriksson. I denna show ingick bland annat utvandrardramat Åke från Åstol.
- 1999 En himla helkul kväll – spelades på Moriskan i Malmö. Detta var krogshowen från Kajskjul 8 som man flyttade söderut.
- 2004 Falkes Fondue – uppsättning på Kajskjul 8, gästspel på Tyrol våren 2006 och som julshow på Hasses Lada, Båstad samma år.
- 2007 After Shave och Anders Eriksson har ett enda sommarframträdande som Familjen Falke den 15 juli på Sövde amfiteater i Skåne.
- 2007 Cabaret Cartwright (25-årsjubileum) – After Shave och Anders Erikssons nya krogshow. Premiär på Kajskjul 8. Gästspel på Lorensbergsteatern våren 2009, Factory Nacka Strand, Stockholm hösten 2009 och som julshow på Hasses Lada, Båstad 2009.
- 2010 Gubbröra och Pyttipanna – premiär på Kajskjul 8 den 15 januari.
- 2010 After Shave och Anders Eriksson hade ett framträdande den 25 maj i Flunsåsparken på Hisingen i ett "icke-kommersiellt" syfte.
- 2015 After Shave och Anders Eriksson – Det mesta av det bästa, en turné med spelningar i bland annat Linköping och Norrköping.
- 2023 Minnesluckor - 40 år av Galenskap - En krogshow med Jan Rippe och Per Fritzell.

### Turnéer
- 1987 Norrlandsturné – turné med After Shave och Anders Eriksson i Norrland med krogshowen Kabaré Kumlin.
- 1987 Slottsturné – turné i flera slottsruiner och fästningar runt om i Sverige.
- 1993 Nå't nytt? – premiär på Lorensbergsteatern, senare turné i södra Sverige.
- 1994 Resan som blev av – turnépremiär i Pontushallen i Luleå, final på Olympen i Lund. Filminspelad på Lisebergshallen.
- 2000 Gladpack – sommarturné i idrottshallar och konserthus.
- 2001 Den gode, den onde, den fule och Rippe – sommarturné med After Shave och Anders Eriksson runt om i V/Ö. Götaland och Skåne.
- 2004 Det ska va gôtt å leva – premiär på Göteborgs konserthus, konserthusturné runt om i Sverige.
- 2006 Claes Eriksson hade en soloturné i Skåne och i Småland på mindre scener.
- 2008 C Eriksson Solo – Soloföreställningen från Lorensbergsteatern blev under våren turné i södra Sverige innan gästspelet i Stockholm.
- 2010 After Shave och Anders Eriksson – sommarturné där bland annat Lysekil och Bosjökloster i Höör besöks.
- 2014 Claes Eriksson – Mycket av varje, en liten turné med spelningar i bland annat Linköping.
- 2015 After Shave och Anders Eriksson – Det mesta av det bästa, en turné med spelningar i bland annat Linköping och Norrköping.

### Radioprogram
- 1983 Filialradion – sändes i Göteborgs lokalradio.
- 1983 Radio Trestads nyårsrevy – radiorevy i fyra delar.
- 1984 En himla många program – radioserie i fyra delar i riksradion.

### TV-program
- 1984 Skivspaghettin – program i SVT, parodi på Svensktoppen.
- 1985 Summarn Kummar – medverkade med en show i underhållningsprogrammet Summarn Kummar från Visby, körde bland annat nummer från revyn Cyklar innan revyns premiär.
- 1989 Sven Uslings Trio – program i SVT:s Nygammalt 1 och 2.
- 1994 Sven Uslings Trio – program i SVT inspelat i fjällen.

### TV-serier
- 1983 Jonssons onsdag – den första tv-serien.
- 1986 Macken – inspelad i studio i Stockholm.
- 1989 En himla många program – inspelad runt om i Sverige.
- 1993 Tornado – inspelad i Göteborg.
- 2000 Gladpack – inspelad på Lorensbergsteatern.
- 2013 Svensk humor – en sketch per avsnitt.

### Filmer
- 1986 The Castle Tour – kortfilm inspelad på Tjolöholms slott i Kungsbacka.
- 1987 Leif – inspelad i Kungsbacka och hos Jonsereds Fabriker.
- 1989 Hajen som visste för mycket – inspelad i Stockholm.
- 1990 Macken – Roy's & Roger's Bilservice – inspelad i studio samt på platser runt om i Sverige och Danmark.
- 1991 Stinsen brinner... filmen alltså – exteriören spelades in i Vedum.
- 1996 Monopol – inspelad i Stockholm.
- 1998 Åke från Åstol – kortfilm på 47 minuter, inspelad på ön Åstol i Bohuslän.
- 2006 Den enskilde medborgaren – inspelad i Trollhättan, Göteborg och Stockholm.

### Annat
- 2022 40 ljus i tårtan
- 2022 Det ska va gôtt å leva - Dokumentärfilm

## Diskografi

### Album
- 1982 – Skruven är lös (kassettband)
- 1985 – Träsmak (kassettband, LP, CD)
- 1986 – Macken (kassettband, LP, CD)
- 1987 – Cyklar (dubbel-LP, dubbel-CD)
- 1987 – Leif (kassettband, LP, CD)
- 1988 – Stinsen brinner (kassettband, LP, CD)
- 1989 – Hajen som visste för mycket (kassettband, LP, CD)
- 1989 – En himla många program (kassettband, LP, CD)
- 1992 – Grisen i säcken (kassettband, LP, CD)
- 1993 – Tornado (CD)
- 1994 – En go' box (trippel-CD)
- 1995 – Lyckad nedfrysning av herr Moro (CD)
- 1996 – Monopol (CD)
- 1997 – Alla ska bada (CD)
- 1998 – Åke från Åstol (CD)
- 2000 – Bästisar (CD)
- 2001 – Jasså jul? (CD)
- 2003 – Kasinofeber (CD)
- 2011 – Hagmans Konditori (tre-spårs CD)
- 2017 - Macken - Tv-serien på scen (LP)
- 2023 - Gott & Blandat

### Singlar
- 1982 - Skruven är lös (EP)
- 1985 – Säng, säng, säng (EP)
- 1986 – Macken (EP)
- 1987 – Alla rosa (EP)
- 1987 – Leifs sång (EP)
- 1987 – Dröm om kärlek (EP)
- 1988 – Bandy, Bandy (EP)
- 1988 – Pappa, jag vill ha en italienare (EP)
- 1989 – Haj, haj, haj (EP)
- 1989 – Farbror Frej (EP)
- 1990 – Det ska va gôtt å leva (EP)
- 1992 – Grisen i säcken (EP, CD-singel)
- 1995 – Lyckad nedfrysning av herr Moro (CD-singel)
- 1998 – Tvätt (CD-singel)
- 1998 – Åke från Åstol (promo-singel)
- 2000 – Beige (CD-singel)
- 2003 – Lady Shave (CD-singel)
- 2005 – Lifewest (CD-singel)
- 2006 – Hundra Ollar för en Stig (CD-singel)
- 2007 – Båten bort (CD-singel)
- 2007 – After Shave och Anders Eriksson (CD-singel)

## Filmografi

### VHS
Utgivningsår och filmens titel
- 1985 – Träsmak
- 1986 – Macken 1–6
- 1987 – Leif
- 1987 – Cyklar
- 1989 – Hajen som visste för mycket
- 1989 – En himla många program 1–9
- 1990 – En himla många program – Montreux-version
- 1990 – Macken – Roy's & Roger's Bilservice
- 1991 – Stinsen brinner... filmen alltså
- 1992 – Skruven är lös (10-årsjubileum)
- 1993 – Tornado 1–5
- 1993 – Tornado 6–10
- 1993 – Grisen i säcken
- 1995 – Lyckad nedfrysning av herr Moro
- 1996 – Monopol
- 1996 – Resan som blev av
- 1997 – Alla ska bada
- 1998 – Åke från Åstol
- 2000 – Gladpack 1–6
- 2000 – Jul Jul Jul
- 2000 – Go'bitar 1 En slags samlingskassett ... alltså
- 2001 – Go'bitar 2 En slags samlingskassett ... alltså
- 2003 – Träsmak, Cyklar + The Castle Tour

### DVD
- 2002 – Macken
- 2003 – Jul Jul Jul
- 2003 – Skruven är lös, Träsmak, Cyklar + The Castle Tour
- 2004 – Grisen i säcken
- 2005 – Macken karaoke
- 2005 – Kasinofeber
- 2007 – Den enskilde medborgaren
- 2008 – Greatest hits on Youtube
- 2010 – C Eriksson Solo
- 2011 – Go'bitar samlings-dvd
- 2012 – 30-årsfesten (innehåller även TV-serien Jonssons onsdag)
- 2012 – C Eriksson MAX
- 2013 – Hagmans Konditori
- 2014–2015? – 30-årsfesten

### Dubbel-DVD
- 2006 – Lyckad nedfrysning av herr Moro + Resan som blev av
- 2010 – Gladpack & Allt Möjligt[4]

### DVD-boxar
- 2004 – En himla många program 1–9
- 2006 – Fem Första Filmerna
- 2007 – Fem Fina Föreställningar
- 2009 – Tornado

### Blu-ray
- 2013 – Macken
- 2017 – Macken – Roy's & Roger's Bilservice
- 2017 – Monopol
- 2017 – Stinsen brinner... filmen alltså
- 2017 – Hajen som visste för mycket
- 2017 – Leif